# Коршунова
Ко́ршунова (рос. Коршунова) — присілок у складі Шатровського району Курганської області, Росія. Входить до складу Терсюкської сільської ради.
Населення — 38 осіб (2010, 94 у 2002).
Національний склад станом на 2002 рік: росіяни — 98 %.